# Riu Flint

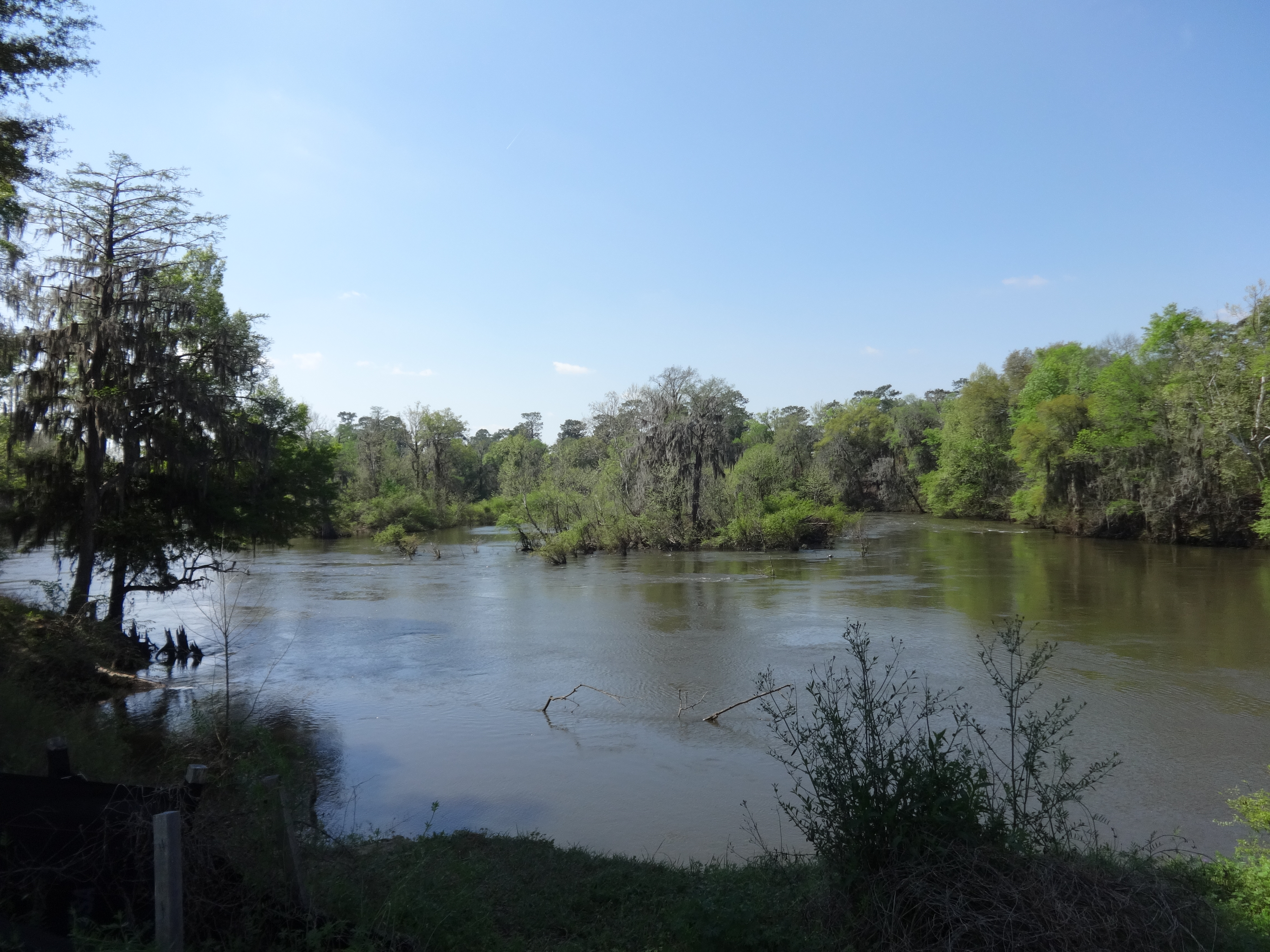
El riu Flint al Flint River Park

El riu Flint (en anglès: Flint River, que significa «riu Sílex») és un riu del sud-est dels Estats Units que discorre per l'estat de Geòrgia, generalment en direcció sud, des de la regió de l'alt Piedmont, al sud de la ciutat d'Atlanta, fins als aiguamolls de la plana costanera, al sud-oest de l'estat. Té una longitud d'uns 560 km. Hi ha alguna confusió sobre la longitud del riu, ja que en ser el seu curs molt meàndric, la longitud total de la conca amb prou feines supera els 340 km i drena 22.464 km² a l'oest de Geòrgia. Juntament amb el riu Apalachicola i el riu Chattahoochee forma part de la conca ACF. En el seu curs superior a través dels vermells pujols de Piedmont es considera un riu especialment pintoresc, que flueix sense obstacles més de 320 km.